# Kudłata Grańka

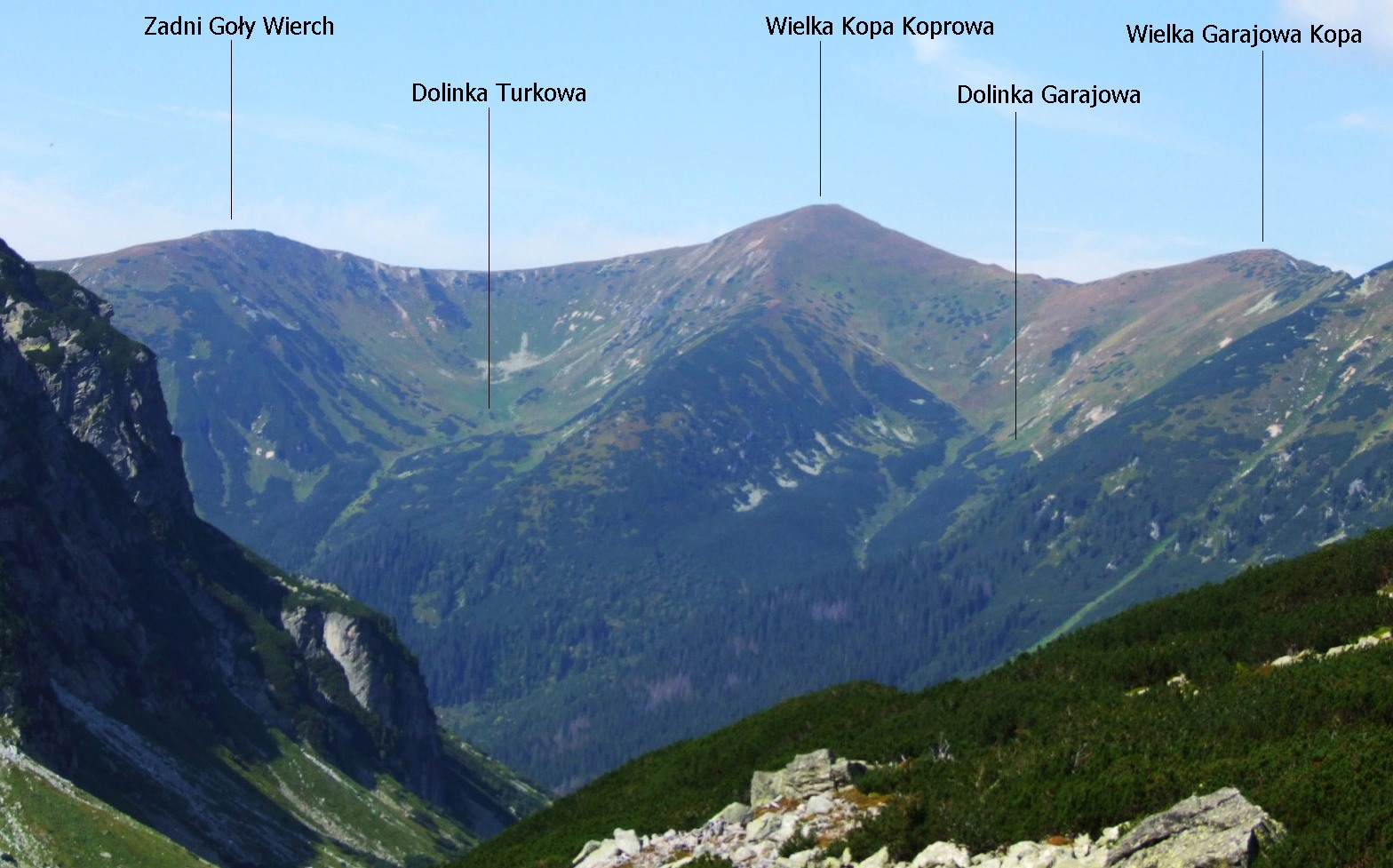
Kudłata Grańka z Koprowego Wierchu

Kudłata Grańka – południowo-wschodnie, boczne ramię zwornikowego szczytu Wielka Kopa Koprowa (2052 m) w Kopach Liptowskich znajdujących się w słowackiej części Tatr. Opada do dna głównego ciągu Doliny Koprowej oddzielając dwa jej odgałęzienia: Dolinkę Garajową (północno-wschodnie stoki Kudłatej Grańki) i Dolinkę Turkową (południowo-zachodnie stoki). Grzbiet Kudłatej Grańki jest postrzępiony; jest w nim kilka kopek, wybrzuszeń i przełączek między nimi. Początkowo biegnie w kierunku południowo-wschodnim, niżej zakręca na południe i opada do Doliny Koprowej pomiędzy ujściem Doliny Ciemnosmreczyńskiej i Doliny Hlińskiej. Obydwa zbocza są łagodne, w górnej części trawiaste, niżej zarastające kosodrzewiną, w dolnej części porośnięte lasem.
Kudłata Grańka, podobnie jak cały rejon Kop Liptowskich, była wypasany co najmniej od XVIII wieku. Od 1949 Liptowskie Kopy są obszarem ochrony Tatrzańskiego Parku Narodowego z zakazem wstępu.